# 末廣香織
末廣 香織（すえひろ かおる、1961年 -）は、日本の建築家。九州大学人間環境学研究院都市・建築学部門准教授。NKSアーキテクツ共同主宰。第3代くまもとアートポリスアドバイザー。

## 略歴
- 1961年 - 大分県で生まれる[2]。
- 1984年 - 九州大学工学部建築学科卒業。
- 1986年 - 九州大学大学院工学研究科建築学専攻修士課程修了。
- 1986年4月 - 株式会社SKM設計計画事務所に入社。
- 1990年5月 - 株式会社SKM設計計画事務所を退社。
- 1990年6月 - 有限会社EAT一級建築士事務所代表取締役。
- 1991年8月 - 有限会社EAT一級建築士事務所休職。
- 1991年 - ベルラーヘ・インスティチュート建築学大学院修士課程に入学。
- 1993年2月 - ヘルマン・ヘルツベルハー建築設計事務所に入社。
- 1993年8月 - ヘルマン・ヘルツベルハー建築設計事務所を退社。
- 1994年 - ベルラーヘ・インスティテュート建築学大学院修士課程修了。
- 1994年6月 - 九州大学工学部建築学科助手に任官。
- 1998年4月 - 同上退官。
- 1998年5月 - NKSアーキテクツ共同主宰。
- 1999年 - 九州東海大学非常勤講師。
- 2000年1月 - 有限会社NKSアーキテクツ代表取締役。
- 2001年 - 佐賀大学非常勤講師。
- 2002年 - 九州大学非常勤講師、近畿大学非常勤講師。
- 2003年 - 九州東海大学非常勤講師。
- 2005年 - 九州大学大学院人間環境学研究院准教授。
- 2005年 - くまもとアートポリスアドバイザーに就任。

## 主な受賞
- 2010年日本建築学会作品選奨 - 志井のクリニック[3]
- 2011年グッドデザイン賞 - 松が枝国際フェリーターミナル（NKSアーキテクツとして）[4]
- 2015年日本建築学会作品選奨 - 行橋の住宅[5]